# Julito Buhisan Cortes

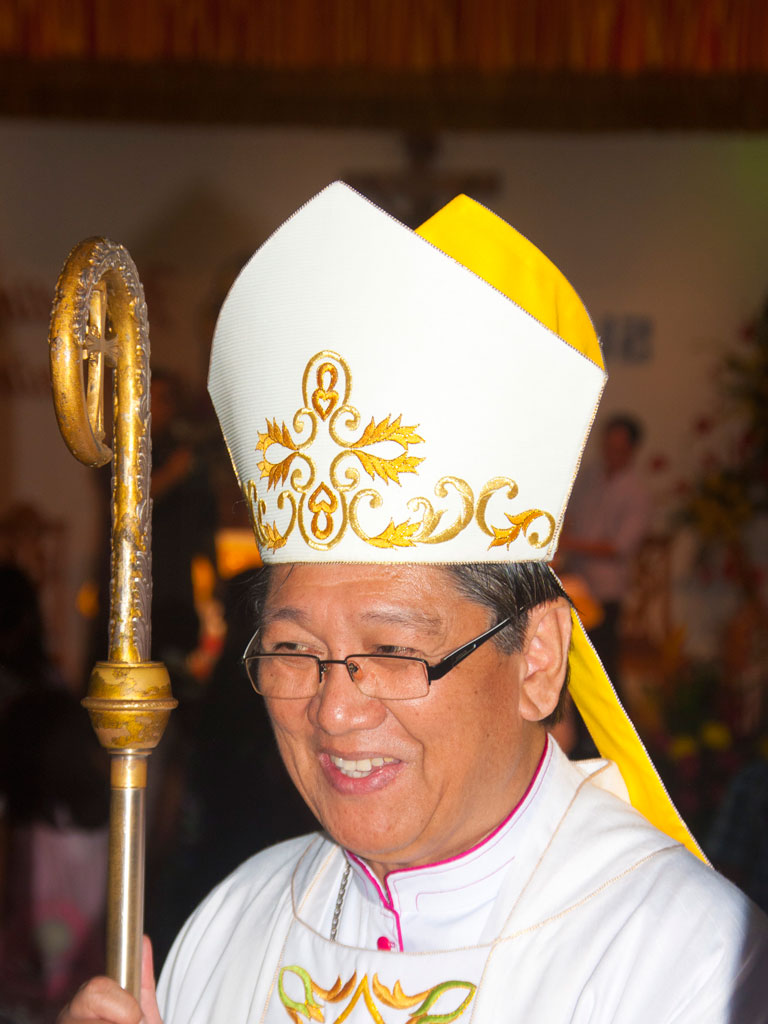
Julito Buhisan Cortes (2014)

Bischofswappen von Julito Buhisan Cortes

Julito Buhisan Cortes (* 4. Juli 1956 in Parañaque City) ist ein philippinischer Geistlicher und römisch-katholischer Bischof von Dumaguete.

## Leben
Julito Buhisan Cortes besuchte bis 1968 die Pulangyuta Elementary School in Siquijor und von 1968 bis 1972 das Kleine Seminar Saint Joseph in Dumaguete City. Von 1972 bis 1976 studierte er Philosophie am Priesterseminar San Carlos in Cebu City und von 1976 bis 1979 Katholische Theologie an der Päpstlichen und Königlichen Universität des heiligen Thomas von Aquin in Manila. Am 24. Oktober 1980 empfing er in der Kathedrale St. Catherine of Alexandria in Dumaguete City das Sakrament der Priesterweihe für das Bistum Dumaguete.
Cortes war nach der Priesterweihe zunächst als Lehrer, als Leiter des Chors, und als Disziplinarpräfekt (1981–1983) sowie später als akademischer Dekan und Leiter der Mittelschule am Kleinen Seminar Saint Joseph in Dumaguete City tätig (1983–1985). Daneben erwarb er nach weiterführenden Studien 1982 an der Päpstlichen und Königlichen Universität des heiligen Thomas von Aquin in Manila mit der Arbeit A Theological-pastoral reflection on the practice of sorcery in Siquijor („Eine theologisch-pastorale Reflexion über die Praxis der Zauberei in Siquijor“) einen Master of Arts im Fach Religionspädagogik und ein Lizenziat im Fach Katholische Theologie. Von 1983 bis 1985 fungierte er zusätzlich als stellvertretender Kanzler der Kurie des Bistums Dumaguete. 1985 wurde er zur Fortsetzung seiner Studien nach Rom entsandt, wo er 1989 an der Päpstlichen Universität Heiliger Thomas von Aquin mit der Arbeit Illness and healing: a theologico-anthropological study. With a case study on sorcery and healing practices in Siquijor („Krankheit und Heilung: eine theologisch-anthropologische Studie. Mit einer Fallstudie über Zauberei und Heilpraktiken in Siquijor“) zum Doktor der Theologie im Fach Dogmatik promoviert wurde. Zudem belegte Cortes am Zentrum für ignatianische Spiritualität in Rom Kurse zu den Ignatianischen Exerzitien (1986) und in geistlicher Begleitung (1992) sowie an der Päpstlichen Universität Gregoriana einen Kurs über die religiöse Entwicklung von Menschen (1986) und am Saint George’s College in Jerusalem einen Kurs zum Thema Die Bibel und das Heilige Land (1988). Während seines Studiums in Rom war er Alumnus des Päpstlichen Philippinischen Kollegs, wo er von 1985 bis 1986 auch den kollegseigenen Chor leitete. Von 1985 bis 1989 wirkte Cortes zusätzlich als Kaplan der philippinischen Gemeinschaft in der römischen Pfarrei San Giovanni dei Fiorentini. In den Semesterferien war er außerdem als Seelsorger in den USA in den Pfarreien St. Bernard in Pittsburgh (1985 und 1986) und St. Vincent de Paul in Bayonne (1987 und 1988) tätig.
Nach der Rückkehr in seine Heimat wurde Cortes Generalvikar des Bistums Dumaguete. Zudem wirkte er von 1989 bis 1996 als Rektor des Kleinen Seminars Saint Joseph in Dumaguete City und von 1996 bis 2001 als Pfarrer der Pfarrei St. Augustine of Hippo in Bacong. Daneben forschte er 1993 und 1994 als Gastprofessor an der Universität von San Carlos (USC) in Cebu City. Darüber hinaus gehörte Cortes dem Diözesanpastoralrat (1992–2000), dem Board of Directors des Holy Child Hospital in Dumaguete City (1989–2001) und dem Beirat des Kleinen Seminars Saint Joseph (1990–2001) an. Ferner fungierte er von 1989 bis 2000 als stellvertretender Vorsitzender des Stiftungsrats der bischöflichen Schulstiftung und von 1993 bis 2000 als Vorsitzender der Ephphatha Association for Hearing Impaired. Am 31. Januar 1990 verlieh ihm Papst Johannes Paul II. den Ehrentitel Päpstlicher Ehrenprälat und am 17. September 1993 erhielt er den Outstanding Siquijodnon Award der Provinzregierung von Siquijor. Überdies nahm er 1991 am zweiten Plenarkonzil der Philippinen und 1992 an der ersten Diözesansynode des Bistums Dumaguete teil. Nach der Ernennung von Angel Lagdameo zum Erzbischof von Jaro leitete Cortes vom 12. Mai 2000 bis zum 18. Juli 2001 das vakante Bistum Dumaguete als Diözesanadministrator.
Papst Johannes Paul II. ernannte ihn am 24. Oktober 2001 zum Titularbischof von Severiana und Weihbischof in Cebu. Der Erzbischof von Cebu, Ricardo Jamin Kardinal Vidal, spendete ihm am 8. Januar 2002 in der Kathedrale St. Catherine of Alexandria in Dumaguete City die Bischofsweihe; Mitkonsekratoren waren Onesimo Cadiz Gordoncillo, Erzbischof von Capiz, und John Du, Bischof von Dumaguete. Sein Wahlspruch Duce me, Domine („Führe mich, Herr“) stammt aus Ps 5,8 . Als Weihbischof war Cortes zudem Generalvikar des Erzbistums Cebu und Pfarrer der Pfarrei Santo Rosario in Cebu City. Außerdem war er für die Regionen Southwest (2002–2003), Southwestern Cebu and Metro Cebu II (2003–2004), Far North and Northwest (2004–2009) und Southeast and Southwest (2009–2013) zuständig. Darüber hinaus leitete er von 2004 bis 2013 die erzbischöfliche Kommission für die Priesterausbildung und von 2002 bis 2013 gehörte er dem Verwaltungsrat des Erzbistums an.
Papst Franziskus bestellte ihn am 28. September 2013 zum Bischof von Dumaguete. Die Amtseinführung fand am 5. Dezember desselben Jahres statt. Cortes setzt sich als Bischof für den Umweltschutz ein. So wandte er sich 2021 gegen ein Projekt zur Landgewinnung in der Stadt Dumaguete, weil dadurch das Ökosystem des Meeres Schaden nehmen würde.
In der Philippinischen Bischofskonferenz leitete Cortes zudem von 2005 bis 2013 und von 2017 bis 2023 die Kommission für die Kulturgüter der Kirche, deren Mitglied er bereits von 2001 bis 2003 gewesen war. Von 2013 bis 2015 fungierte er als stellvertretender Vorsitzender der Liturgiekommission. Außerdem war er von 2013 bis 2015 stellvertretender Vorsitzender und von 2015 bis 2017 Vorsitzender der Kommission für die Pastoral im Krankendienst, der er im Anschluss noch von 2017 bis 2019 angehörte. Darüber hinaus war Cortes Mitglied der Kommissionen für die Kultur (2005–2007 und 2009–2013) und für die Liturgie (2005–2007 und 2015–2017) sowie des Rates für die Eucharistischen Kongresse (2013–2015 und 2019–2021).

## Schriften
- A Theological-pastoral reflection on the practice of sorcery in Siquijor. Päpstliche und Königliche Universität des heiligen Thomas von Aquin in Manila, Manila 1982.
- Illnes and healing: a theologico-anthropological study. With a case study on sorcery and healing practices in Siquijor. Dumaguete 1990, OCLC 1203446690.
- Homily during the Eucharist. In: Fausto Gomez, Virgilio T. J. Suerte Felipe (Hrsg.): Theo Week 2002: Faith, Violence, Values. Proceedings of the Third Theology Week of the Faculty of Sacred Theology in Cooperation with the Graduate School, Institute of Religion, the Social Research Center and the Commission on Higher Theological Reflection of the Dominican Province of the Philippines, University of Santo Tomas, 8–13 April 2002. Päpstliche und Königliche Universität des heiligen Thomas von Aquin in Manila, Manila 2003, ISBN 978-971-506-232-9, S. 296–299.